# パナマソウ科
パナマソウ科 (パナマソウか、Cyclanthaceae) は単子葉植物の科のひとつで、パナマソウなどを含む。木本、または多年生の草本でヤシに似た葉を持つ。新熱帯に産し、およそ12属180種を含む。Carludovicaがパナマ帽の材料であったためこの名前がある。

## 分類
クロンキスト体系や新エングラー体系では単型のパナマソウ目を作っていたが、APG植物分類体系ではタコノキ目に入れられる。
- 被子植物 Angiosperm
  - 単子葉類 Monocots
    - タコノキ目 Pandanales
      - パナマソウ科 Cyclanthaceae

## 下位分類群
12属が知られる。
- Asplundia Harling アスプルンディア属 ヤバネパナマ (A. brachypus)
- Carludovica Ruiz & Pav. パナマソウ属 パナマソウ (C. palmata)
- Chorigyne R.Erikss.
- Cyclanthus Poit.
- Dianthoveus Hammel & Wilder
- Dicranopygium Harling
- Evodianthus Oerst.
- Ludovia Brongn. タンヨウパナマ (L. lancifolia)
- Schultesiophytum Harling
- Sphaeradenia Harling
- Stelestylis Drude
- Thoracocarpus Harling